# Louis Martin (sportiv)
Louis Martin (n. 22 aprilie 1875, Lille, Franța – d. 2 aprilie 1957, La Courneuve, Seine, Franța) a fost un jucător de polo pe apă ce a reprezentat Franța, medaliat olimpic. A participat la o ediție a Jocurilor Olimpice (1900) în care a câștigat două medalii de bronz.